# 爆発物取締罰則
爆発物取締罰則（ばくはつぶつとりしまりばっそく、明治17年太政官布告第32号）は、治安を妨げ、人の身体・財産を侵害する目的による爆発物の使用等を処罰することを規定する勅旨であり、太政官布告によって1884年（明治17年）12月27日に公布され、布告布達到達日数に掲げる府県の区分に応じ、1885年（明治18年）1月3日からの期日よりそれぞれの府県に施行された。現在でも法律としての効力を有する。「爆取(ばくとり）」と略称される。報道などでは「爆発物取締法」と呼称されることもある。主務官庁は法務省である。

## 解説
制定時の社会情勢としては、自由民権運動急進派による事件（加波山事件など）が続発していた時期であり、警察官に対しても爆発物が使用されるという背景があった。
また、当時のヨーロッパで同種の立法の動きがあり、本罰則は1883年にイギリスで制定されたExplosive Substances Actを参考にして制定されたとされている。
大日本帝国憲法施行前、太政官布告として制定されており、帝国議会または国会の議決を経た法律ではないが、大日本帝国憲法施行の際に法律と同様の効力を有するものとして取り扱われ（同憲法76条1項）、法律による改正も経ていることから、日本国憲法の下でも法律としての効力を保有しているものと解されている（最判昭和34年7月3日刑集13巻7号1075号）。
本布告が規定する犯罪は基本的に公共危険罪として位置づけられるが、後述するとおり行政犯的な性格を有する規定もある。
本布告にいう爆発物については「理化学上の爆発現象を惹起するような不安定な平衡状態において、薬品その他の資材が結合する物体であって、その爆発作用そのものによって公共の安全をみだし、または人の身体財産を害するに足る破壊力を有するもの」を指すと解されている（最判昭和31年6月27日刑集第10巻6号921頁）。
太平洋戦争（大東亜戦争）での日本の敗戦後、連合国軍最高司令官総司令部（GHQ）から日本政府に対して「人権指令」が指示され、治安維持法や治安警察法が廃止されたため、日本政府は代替措置として冬眠状態にあった爆発物取締罰則の第1条などを治安維持法の代わりとして使用し、政府に批判的な社会運動の取締りに当たった。
テロリストによる爆弾使用の防止に関する国際条約の効力発生とともに、国外犯についても適用されることとなった。なお、火炎びんはこの法律にいう爆発物に該当しないとされて、1972年に火炎びんの使用等の処罰に関する法律が制定された。
直近では放射線を発散させて人の生命等に危険を生じさせる行為等の処罰に関する法律の制定に伴い、2007年に改正されている。

## 公共危険罪としての類型
本罰則が規定する犯罪のうち、1条から5条及び9条に規定する類型（爆発物使用罪、爆発物使用未遂罪、爆発物使用予備罪、爆発物使用脅迫・教唆・煽動・共謀罪、爆発物使用幇助罪、爆発物犯罪者蔵匿・隠避罪）は、放火罪に近い公共危険罪として位置づけられる。
基本となる犯罪類型である爆発物使用罪（1条）は、爆発物の危険性を重視したこと、「治安ヲ妨ケ又ハ人ノ身体財産ヲ害セントスルノ目的」を成立要件とする目的犯であること等から、罪を犯した場合の刑が死刑又は無期若しくは7年以上の拘禁刑と著しく重い。

## 行政犯としての類型
7条の爆発物不告知罪、8条の爆発物犯罪不告知罪は、発見者・認知者に対する告知義務を課し、それを尽くさない不作為を処罰しようとするものであり、いずれも行政犯的な性質を有する犯罪類型である。なお、7条違反の罪は条文上は100円以下の罰金となっているが、罰金等臨時措置法2条の規定により、2万円以下の罰金となる。
その他、6条が、3条に規定する爆発物使用予備罪について「治安ヲ妨ケ又ハ人ノ身体財産ヲ害セントスルノ目的」がないことの挙証責任を被告人側に負わせ、その証明ができなかった場合は3条に規定する罪の法定刑より軽い法定刑の範囲で処罰される旨規定している。つまり、両者の適用関係は以下のとおりとなる。
- 上記目的が存在すると証明されたときは、3条の罪が成立
- 上記目的が存在するか否か真偽不明のときは、6条の罪が成立
- 上記目的の不存在が証明されたときは、3条の罪も6条の罪も不成立

このような特殊な規定が設けられた趣旨については、その目的が不明なまま爆発物の製造・所持等がされている場合は、それ自体周辺地域に不安感を与える恐れがあるためという説明がされている。

## 激発物破裂罪との関係
刑法117条が激発物破裂罪につき規定しているため、爆発物を使用して建造物等を損壊した場合につき、激発物破裂罪と本罰則1条の爆発物使用罪との関係が問題となる。大審院判例は、両罪は観念的競合の関係にあり、刑法54条によって処理されるとする（大判大正11年3月31日刑集1巻186頁）。もっとも、本罰則1条の爆発物使用罪は、刑法117条の激発物破裂罪の特別罪であり、前者のみが成立するという見解 もある。